# NGC 5797
NGC 5797 est une galaxie lenticulaire située dans la constellation de la Bouvier. Sa vitesse par rapport au fond diffus cosmologique est de 4 076 ± 37 km/s, ce qui correspond à une distance de Hubble de 60,1 ± 4,2 Mpc (∼196 millions d'al). NGC 5797 a été découverte par l'astronome germano-britannique William Herschel en 1787.
L'étoile au sud de NGC 5797 est HR 5581. HR 5581 est à 80,99 années-lumière du Soleil et sa magnitude apparente de 5,63, elle est seulement visible depuis un endroit sombre.

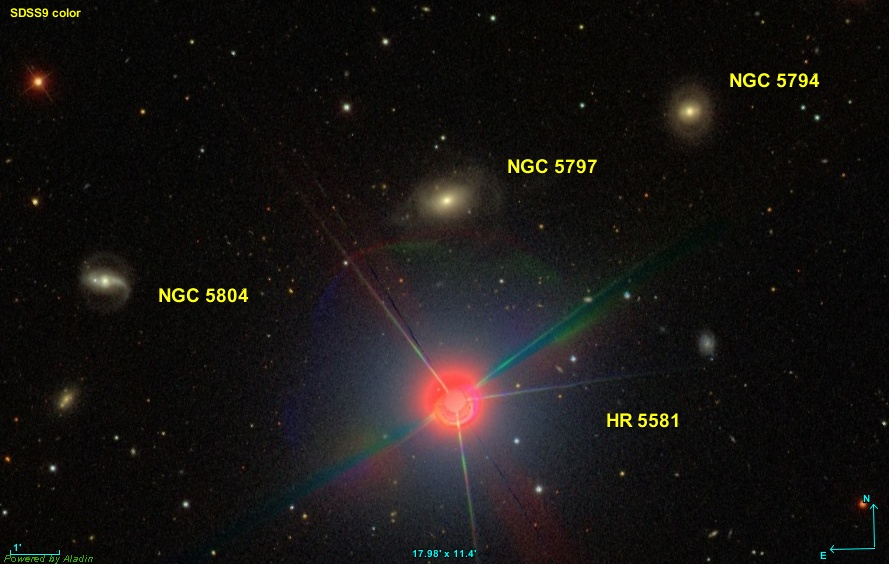
HR 5581, une étoile au sud de NGC 5797.

## Groupe de NGC 5797
NGC 5797 fait partie d'un trio de galaxies qui porte son nom. Les deux autres galaxies du groupe de NGC 5797 sont NGC 5794 et NGC 5804. 
NGC 5797 et NGC 5804 forment une paire de galaxies.